# Punta Esperanza (Georgias del Sur)
La punta Esperanza (según la toponimia argentina) (en inglés: Hope Point) es un acantilado rocoso con 20 metros de altitud, que se forma en el lado norte de la entrada a la ensenada del Rey Eduardo, en el lado oeste de la bahía Cumberland Este, situado en la isla San Pedro. El lugar fue avistado primero por la expedición sueca bajo el mando de Otto Nordenskjöld, que exploró esta zona entre 1901 y 1904. Fue nombrada por H.W.W. Hope, quien también había encabezado en 1920 una expedición para examinar la zona, la cual fue hecha con su personal de investigación, a bordo del barco británico HMS «Dartmouth». Y actualmente en el lugar existe un monumento conmemorativo a Sir Ernest Shackleton.